# 크렐레지

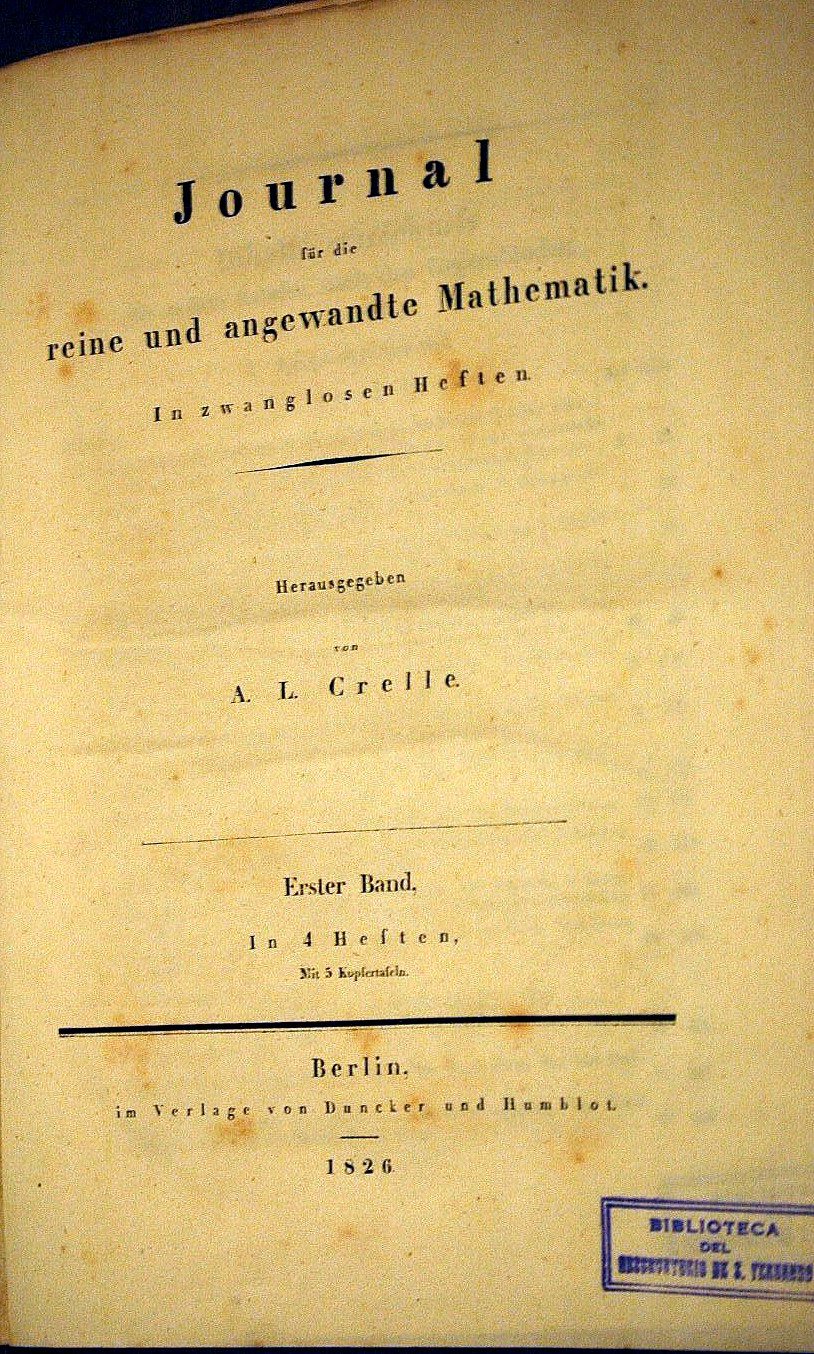

크렐레지 또는 크렐레는 수학 학술지 Journal für die reine und angewandte Mathematik(순수와 응용 수학을 위한 학술지)의 통칭이다. 이 명칭은 1826년에 이 학술지를 창간한 독일의 수학자 크렐레(August Leopold Crelle)의 이름을 딴 것이다. 당시 수학계의 학술지는 학회 논문집 형식이 대부분이어서, 수학자들이 자신의 성과를 알리기 위해서는 자비 출판을 할 수밖에 없었다. 이것은 매우 비효율적인 일이어서 크렐레는 투고 받은 수학 논문들을 모아 편집, 배포하는 전문 학술지를 구상하였고, 여기에 Journal für die reine und angewandte Mathematik라는 이름을 붙였다. 크렐레는 창간 때부터 그가 사망하던 1855년까지 이 학술지의 편집인으로 활동하였다.